# タシュケント駅
タシュケント駅（ウズベク語: Toshkent vokzali / Тошкент вокзали）はウズベキスタンの首都タシュケントにある、ウズベキスタン鉄道とタシュケント地下鉄の駅。

## 概要
高速鉄道のアフラシヤブ号やカザフスタン方面の国際列車などが発着するタシュケントの主要駅。タシュケント南駅と対比してタシュケント北駅（ウズベク語: Toshkent shimoliy vokzali / Тошкент шимолий вокзали）とも呼ばれる。また、駅前の道路（トゥルキスタン通り）の地下にタシュケント地下鉄のウズベキスタン線が通っており乗り換えができる。

### 主な列車
- 国際列車
  - タシュケント - モスクワ
  - タシュケント - チェリャビンスク
  - タシュケント - ウファ
  - タシュケント - ノヴォシビルスク
  - タシュケント - エカテリンブルク
  - タシュケント - サラトフ
  - タシュケント - ヴォルゴグラード
  - タシュケント - サンクトペテルブルク
  - アルマトイ - ヌクス

- 国内列車
  - タシュケント - ブハラ（高速鉄道）
  - タシュケント - カルシ（高速鉄道）
  - タシュケント - アラト
  - タシュケント - テルメズ
  - タシュケント - サリアシヤ
  - タシュケント - アンディジャン
  - タシュケント - ウルゲンチ
  - タシュケント - シャヴァト
  - タシュケント - クングラード（カラカルパク語版、ウズベク語版、ロシア語版、英語版）
  - タシュケント南駅（ウズベク語版） - ホジャケント（英語版、ウズベク語版）（エレクトリーチカ）

## 歴史
ウズベキスタン鉄道の駅は19世紀末に建設され、1899年5月1日にタシュケントとクラスノヴォーツクを結ぶカスピ海横断鉄道が開通したことにより駅開業。
1906年にタシケントとオレンブルク間結ぶトランス・アラル鉄道が開通し、中央アジアとロシアのヨーロッパ地域が初めて結ばれた。続けて1930年、タシュケントとノヴォシビルスクを結ぶトルキスタン・シベリア鉄道が開通。1957年に新駅舎の併用開始。
1984年12月8日にタシュケント地下鉄ウズベキスタン線の駅が開業。

## 駅構造

### ウズベキスタン鉄道
4面7線の地上駅。駅舎に入るには駅舎の外にセキュリティチェックの小屋がありそこを通過する必要がある。駅舎内には待合室の他、売店やVIPルームが設けられている。駅舎からは単式ホームの1番線にそのまま出ることができるが、その他のホームは駅舎内から地下通路を通るか線路を直接横断することになる。降車の場合は駅舎の中に入ることができず、単式ホームの1番線にある出口から出ることになる。
切符売り場は駅舎の中に存在せず、駅舎横にある専用の建物で購入ができる。

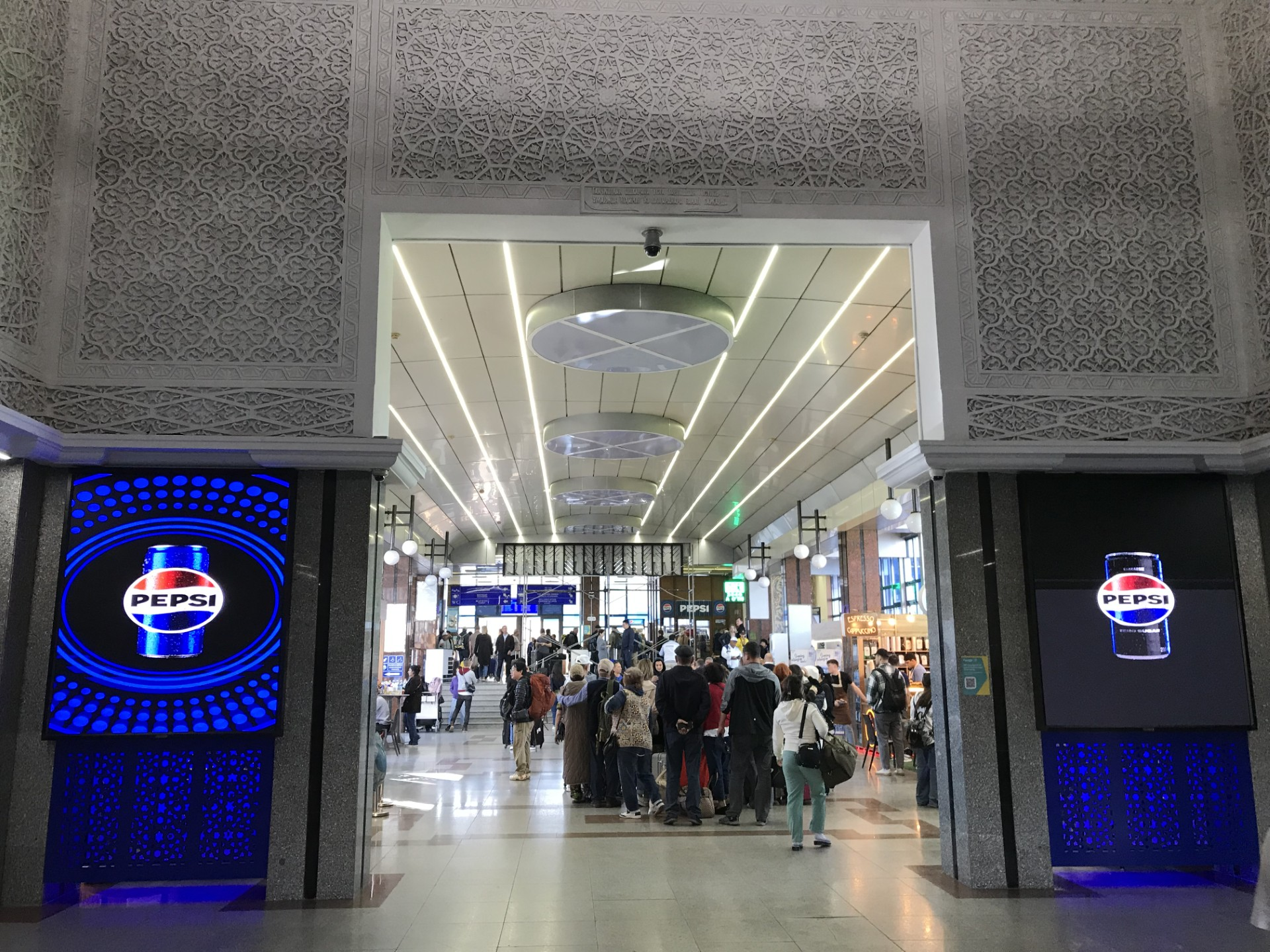
駅構内の様子
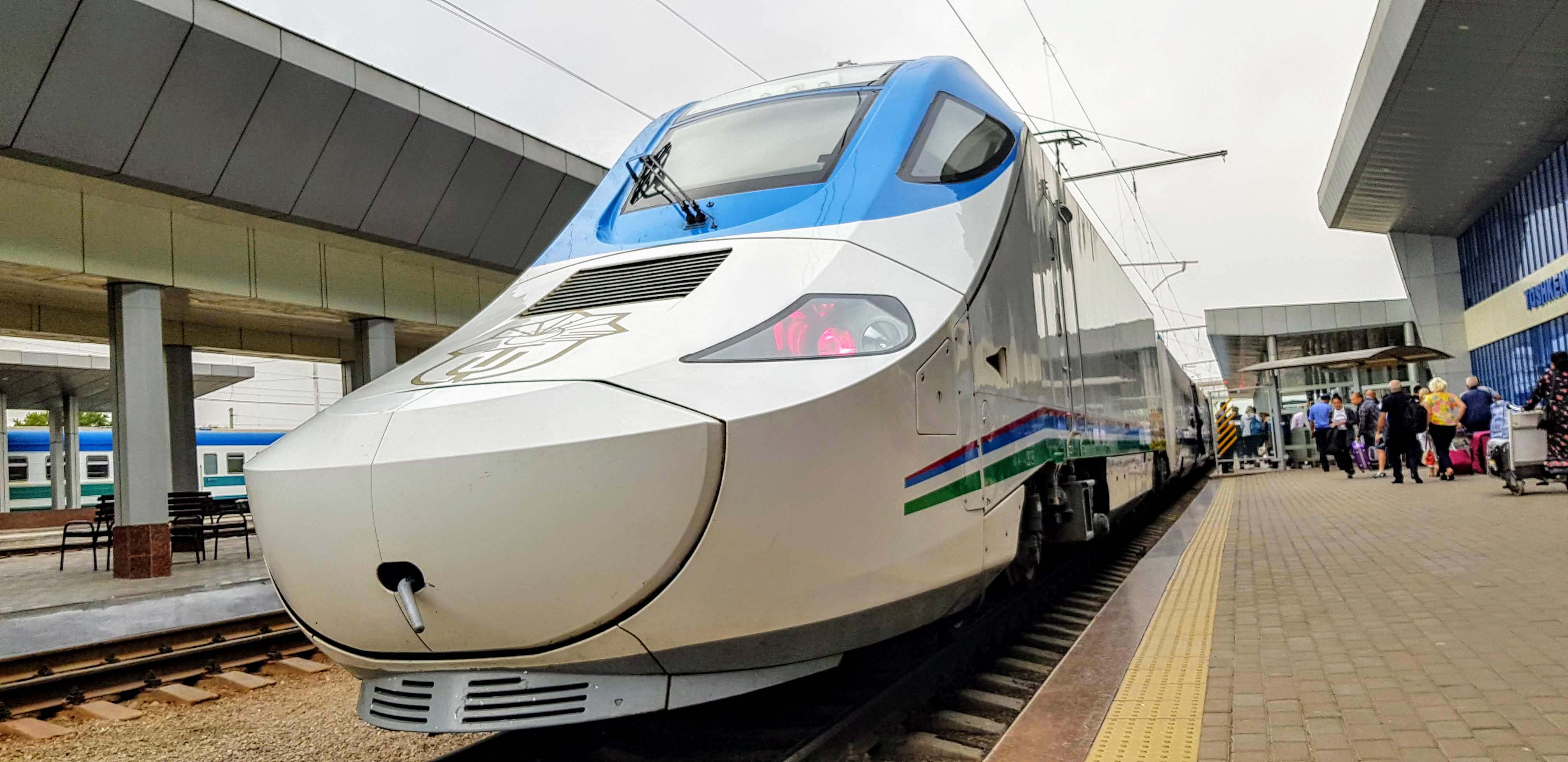
駅に停車中のアフラシャブ号列車
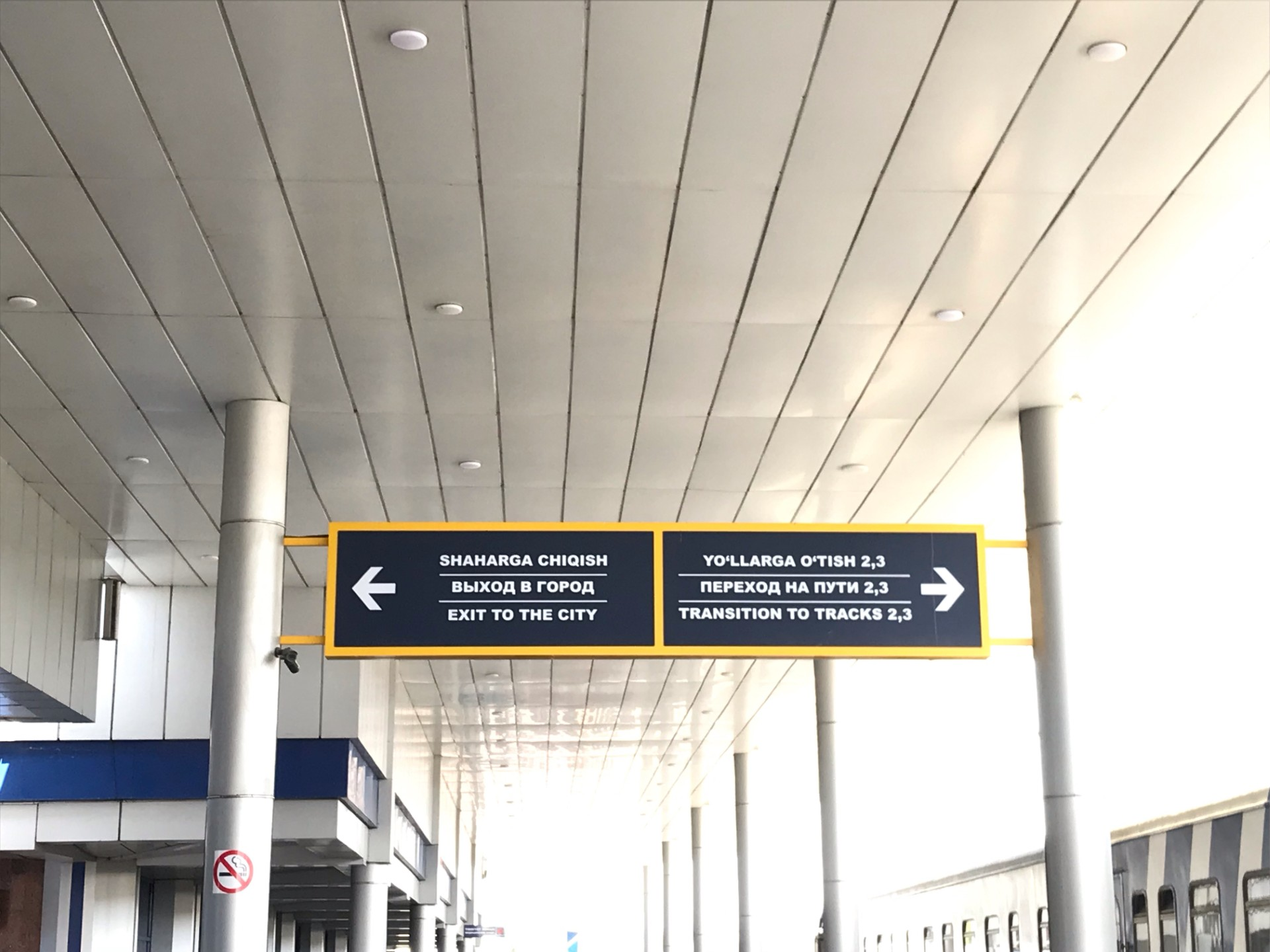
ホーム上の案内

### タシュケント地下鉄
島式ホーム1面2線を有する地下駅。プラットホームはシャローコラム構造であり、陶芸家のサパルニヤゾム・スルタンムラトフィム（Сапарниязом Султанмуратовым）によって装飾が施されており、大理石、御影石、陶器、金属、ガラスなどが多く使われている。
ホームから出口への階段はホーム両端にあり、改札口も別個に設置されている。改札口は入口・出口で分けられており、入口側はセキュリティチェックがある。改札口からホームへの下り階段には、タシケント建都2200周年と「タシケントの都市」のテーマとしたレリーフが飾られている。

## 駅周辺
- トゥルキスタン通り
- 小環状道路（ウズベク語版）
- タラス・シェフチェンコ通り
- アミール・ティムール大通り（ウズベク語版）
- 鉄道博物館
- セヴィムリTV（ウズベク語版）本部
- 94番学校

## 隣の駅
ウズベキスタン鉄道
アフラシヤブ号
タシュケント駅 - サマルカンド駅
シャルク号
タシュケント駅 - グリスタン駅
エレクトリーチカ
タカマチ駅 - タシュケント駅 - サラール駅
国際列車（カザフスタン方面）
タシュケント駅 - ケレス駅
タシュケント地下鉄
 ウズベキスタン線
アイベク駅 - タシュケント駅 - マシナサズラル駅